# Molophilus (Austromolophilus) loratus
Molophilus (Austromolophilus) loratus is een tweevleugelige uit de familie steltmuggen (Limoniidae). De soort komt voor in het Australaziatisch gebied.